# Juan de la Rosa González

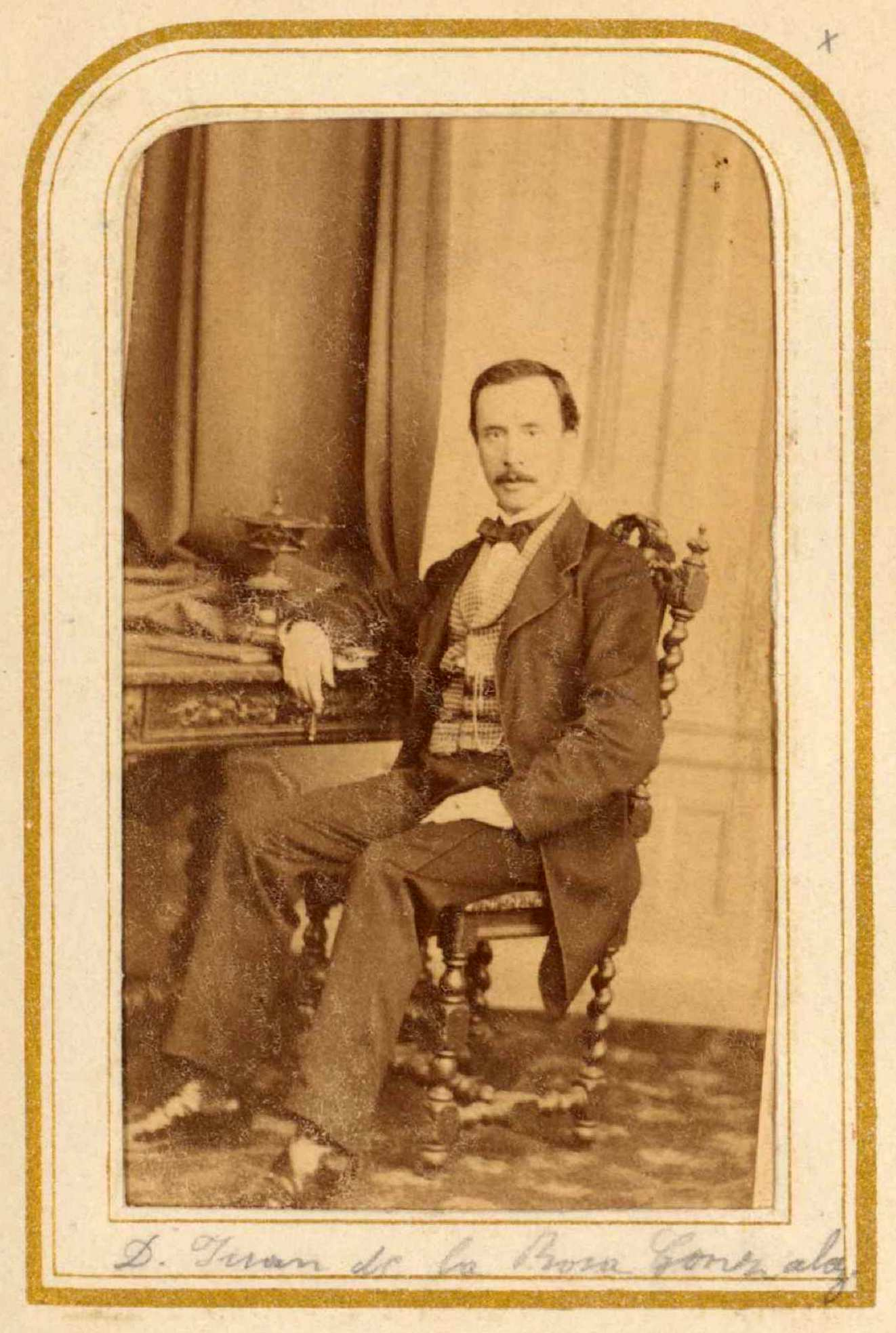
Retrato de Juan de la Rosa González por J. Laurent, fotografía en papel albúmina. Biblioteca Nacional de España.

Juan de la Rosa González (Nava del Rey, provincia de Valladolid, 27 de diciembre de 1820-íd. 27 de noviembre de 1886) fue un poeta, dramaturgo, periodista y crítico teatral español.

## Biografía
De origen humilde, hijo de un botero y posadero, siendo un niño fue llevado a Valladolid, en cuya universidad estudió Filosofía y Humanidades. Allí conoció a Pedro Calvo Asensio, persona crucial en su formación política e intelectual que se convertirá en su mejor amigo. Al terminar los estudios en Valladolid, De la Rosa y Calvo Asensio se trasladaron a Madrid donde ambos se licenciaron en farmacia. 
En 1853, nuevamente junto a Calvo Asensio y Práxedes Mateo Sagasta, futuro Presidente del Gobierno español, participó en la fundación de La Iberia (España), revista liberal-progresista de la que formó parte de su equipo redactor. En ella coincidió con Eduardo Saco, Manuel María Flamant, Gaspar Núnez de Arce, Carlos Rubio, Manuel de Llano y Persi, Evaristo Escalera, Juan Ruiz del Cerro, Carlos Masa Sanguineti o Carlos Modesto Blanco entre otros escritores. En La Iberia publicó numerosos artículos de opinión, pero sobre todo de crítica literaria y teatral, escritos que le generaron no pocas polémicas.
Además, colaboró en publicaciones periódicas como El restaurador farmacéutico, La linterna médica o El cínife, las tres fundadas y dirigidas por Calvo Asensio; así como en el Semanario Pintoresco Español, El museo de las familias, El Iris (Madrid) o El Tío Camorra, periódico satírico dirigido por Juan Martínez Villergas. En sus páginas vieron la luz sus cuentos y poesías. 
Destacó como autor de comedias y dramas históricos, escritos en solitario o en colaboración con Calvo Asensio, Eduardo López Pelegrín, Manuel de Llano y Persi y Juan Ruiz del Cerro. Con frecuencia sus obras fueron estrenadas o representadas en el Teatro de la Comedia o el popular Teatro de Variedades de Madrid.
Su familia se redujo a su esposa Isabel, quien falleció en enero de 1865. Según la prensa de la época, su estado de ánimo decayó por este hecho y dejó la redacción de La Iberia. No obstante, tras la Revolución de 1868, durante el gobierno de Sagasta, el ministro de Fomento Manuel Ruiz Zorrilla nombró a Juan de la Rosa jefe de primer grado del cuerpo de bibliotecarios y archiveros -sección de bibliotecas-. A partir de aquí ejerció como director de la Biblioteca Universitaria de Madrid desde 1868 hasta su cese en 1875.
En 1875, tras renunciar a su nuevo destino en la biblioteca universitaria de Valencia, regresó a Nava del Rey, su localidad natal, donde residió la última década de su vida, distanciado del ambiente literario y político de Madrid, aunque siguió ligado al Partido Liberal de Nava del Rey, agrupación que tenía a Sagasta por presidente honorario. De la Rosa consideró este último periodo como un retiro, si bien desde 1854 ya no escribía teatro y sus escritos se reducían a artículos de opinión (crítica teatral, política, etc.).  Entre 1875 y 1876, diez años antes de su muerte, escribió sus últimas obras: tres poesías, quizá las más personales e intimistas de toda su obra, textos que además fueron publicados en revistas de la época. 
Según su acta de defunción, Juan de la Rosa falleció a causa de derrame cerebral de carácter severo el 27 de noviembre de 1886, dejando escritos unos versos premonitorios unos años antes:
De toda ambición ajeno, 

sin pensar en lo que fui, 

vengo a morir a tu seno 

pues de tu seno salí.
«La vuelta a mi pueblo». Madrid, 1875.

## Reconocimientos
Entre otros reconocimientos, en 1870 le fue concedida la Encomienda de la Orden de Carlos III, máxima condecoración civil que puede ser otorgada en España, por la renovación y mejoras llevadas a cabo bajo su dirección en la Biblioteca de San Isidro (Madrid).
- Comendador de la Orden de Carlos III.
- Caballero de la Orden de Isabel la Católica.

## Obra

### Novela
- — (1843). El castillo de Santa Catalina. Madrid: Imprenta y Casa de la Unión Comercial.

### Teatro[a]
- — y CALVO ASENSIO, P., LÓPEZ PELEGRÍN, E., (1844). La libertad en su trono. Madrid: Imp. de José Gómez y Francisco Fuertes.

- — y CALVO ASENSIO, P., CERRO POZO, J., (1844). La venganza de un pechero. Madrid: Imprenta de J. Repullés.

- — y RUIZ DEL CERRO, J., (1845). Heroísmo y virtud o El Hijo del pueblo. Madrid: Imprenta Sanchiz.
- — y DÍAZ Y MONTES, L., (1845). El premio del tirano. Madrid.

- — y CALVO ASENSIO, P., LLANO Y PERSI, M., (1846). ¡El premio grande! Madrid.

- — y CALVO ASENSIO, P., (1847). La estudiantina o el diablo de Salamanca. Madrid: Imp. de J. González y A. Vicente.

- — (1847). Perder fortuna y privanza. Madrid: Imprenta de Vicente de Lalama.

- — (1847). El aventurero español. Madrid: Imprenta de Vicente de Lalama.

- — y CALVO ASENSIO, P., (1847). Fernán González. Madrid: Imprenta de Repullés.

- — y CALVO ASENSIO, P., (1848). A la misa del gallo. Madrid: Imprenta de Vicente de Lalama.

- — (1848). Amor con amor se paga. Madrid: Establecimiento Tipográfico de D.A. Vicente.

- — (1849). Juan sin pena. Madrid: Imprenta de la Viuda de D.R.J. Ramírez.

- — (1850). Con razón y sin razón. Madrid: Imp. que fue de Operarios, a cargo de D. A. Cubas.

- — (1850). Instintos de Alarcón. Madrid: Imp. de la viuda de D. R. J. Domínguez.

- — (1850). El remedio del fastidio. Madrid: Imprenta de S. Omaña.

- — (1851). La esclava de su deber. Madrid: Imprenta de Vicente de Lalama.

- — (1851). La quinta en venta. Madrid: Imprenta de Vicente de Lalama.

- — y CALVO ASENSIO, P., (1851). Los consejos de Tomás. Madrid: Imprenta de Vicente de Lalama.

- — (1853). Celos de un alma noble. Madrid: José María Repullés.

- — (1853). La dama del oso. Madrid: Imprenta de Vicente de Lalama.

- — (1854). El honor y el dinero. Madrid: Establecimiento de Tejado Editor.

### Cuentos y relatos
- — (1849). Tordesillas. En Semanario Pintoresco Español, n.º. 36. 9 de septiembre de 1849, pp. 284-286.
- — (1851). Los amores telegráficos. La vecinita de enfrente. En Semanario Pintoresco Español, n.º. 18, 4 de mayo de 1851, pp. 139-140.
- — (1852). Creo en la virtud. En Semanario Pintoresco Español, n.º. 46. 14 de noviembre de 1852, pp. 363-364.
- — (1855). Un artículo para un sombrero. En La ilustración. Periódico Universal, Madrid, 16 de julio de 1855, pp. 287-288.
- — (1855). Plaza de Oriente. En La ilustración. Periódico Universal, Madrid, 13 de diciembre de 1855, pp. 482-483.

### Poesía
- — y CALVO ASENSIO, P. (1844). El eco de la libertad combatido por las bayonetas afrancesadas. Madrid: Imprenta Nacional del Colegio de Sordo-Mudos.
- — (1844). Glosa. En El Espectador. Madrid, 9 de mayo de 1845, p. 2.
- — (1845). La muger sin corazón (sic.). En El Espectador, Madrid, 13 de juliio de 1847, p. 4.
- — (1846). Al Dr. Orfila. Oda. En El restaurador farmacéutico, n.º 24, 15 de octubre, de 1846.
- — (1850). El baile. En La ilustración. Periódico Universal, Madrid, 20 de junio de 1850, pp. 202-203.
- — (1853). Serenata. En El Coliseo, Madrid, 8 de diciembre de 1853, pp. 1-2.
- — (1855). El alma de mi alma. Serenata. En Semanario Pintoresco Español, p. 224.
- — (1855). Al patriarca de nuestra literatura. En VV.AA. Coronación de D. Manuel José Quintana. Madrid: M. Rivadeneira, pp. 65-68.
- — (1875). La vuelta a mi pueblo.  En La América. Revista Universal,  Madrid, 13 de marzo de 1875.
- — (1875). La vuelta a mi pueblo. Madrid: Imprenta de los Señores Rojas.
- — (1875). Un paseo a la Concepción. Madrid: Imprenta de los Señores Rojas.
- — (1876). Los hijos de los pobres. En La ilustración española y americana. Madrid, 1876.